# Pastrengo
Pastrengo är en ort och kommun i provinsen Verona i regionen Veneto i Italien. Kommunen hade 3 057 invånare (2018).